# اوما (فیلم ۲۰۲۲)
اوما (انگلیسی: Umma؛ کره‌ای: 엄마؛ به معنای مادر) یک فیلم ترسناک فراطبیعی آمریکایی محصول ۲۰۲۲ به نویسندگی و کارگردانی آیریس کی شیم است. در این فیلم ساندرا اوه، فیول استوارت، می وا آلانا لی، تام یی، اودیا راش و درموت مالرونی ایفای نقش می‌کنند. سم ریمی به عنوان تهیه‌کننده در این فیلم حضور دارد. این فیلم دربارهٔ آماندا (ساندرا اوه)، مادری مجرد است که با دخترش در مزرعه ای منزوی زندگی می‌کند که توسط روح مادرش تسخیر شده‌است.
اوما در ۱۸ مارس ۲۰۲۲ توسط گروه سینمایی سونی پیکچرز در ایالات متحده منتشر شد. این فیلم نقدهای متفاوت تا منفی را از سوی منتقدان دریافت کرد، آنها عملکرد ساندرا اوه و مضامین فیلم را تحسین کردند، اما از فرمول‌های آن به عنوان کلیشه ای، فیلمنامه، تکیه بیش از حد به پرش ترسناک و عدم تنش انتقاد کردند.

## طرح داستان
آماندا سعی می‌کند دوران کودکیِ آسیب‌زای خود را پشت سر بگذارد و به همراه دخترش به یک مزرعهٔ آمریکایی نقل مکان می‌کند. اما زمانی که او خاکستر مادرش را دریافت می‌کند، گذشته‌اش به او بازمی‌گردد.

## بازیگران
- ساندرا اوه در نقش آماندا
- فیول استوارت در نقش کریسی «کریس»
- درموت مالرونی در نقش دنی
- اودیا راش در نقش ریور
- میوا آلانا لی در نقش مادر آماندا / اوما
- تام یی در نقش عموی آماندا

## تولید
در ژانویه ۲۰۲۰، اعلام شد که ساندرا اوه با کارگردانی آیریس کی شیم از روی فیلمنامه ای که او نوشته بود و سم ریمی به عنوان تهیه‌کننده زیر پرچم تولیدات ریمی، به بازیگران این فیلم پیوست. در ابتدا قرار بود فیلمبرداری در ونکوور در آوریل ۲۰۲۰ آغاز شود، اما تولید به دلیل دنیاگیری کووید-۱۹ کنار گذاشته شد. در اکتبر ۲۰۲۰، فیول استوارت، درموت مالرونی، اودیا راش، میوا آلانا لی و تام یی به بازیگران فیلم ملحق شدند که استیج ۶ فیلمز قرار است تولید کند و گروه سینمایی سونی پیکچرز توزیع کند. فیلمبرداری در نهایت در ۷ اکتبر ۲۰۲۰ در لس آنجلس، کالیفرنیا آغاز شد و در ژانویه ۲۰۲۱ به پایان رسید.

## انتشار
اوما در ۱۸ مارس ۲۰۲۲ منتشر شد. اولین نمایش این فیلم در کره تاون در لس آنجلس در ۱۵ مارس ۲۰۲۲ انجام شد

### رسانه خانگی
این فیلم به صورت دیجیتالی در ۹ آوریل ۲۰۲۲ منتشر شد، و تاریخ انتشار دی‌وی‌دی و بلوری آن در ۲۴ می ۲۰۲۲ توسط سرگرمی خانگی سونی پیکچرز داده شد.

## بازخورد
در وبگاه جمع‌آوری نقد راتن تومیتوز، ٪۳۲ از ۴۱ بررسی منتقدان مثبت است و میانگینِ امتیاز آن ۵/۱۰ است. اجماع این وبگاه چنین می‌نویسد: «اوما با وجود اجرای معمولی و قدرتمند ساندرا اوه و بارقه‌های بالقوه از آیریس کی شیم، نویسنده و کارگردان آن، یک فرصت از دست‌رفتهٔ کلیشه‌ای است.» این فیلم در متاکریتیک که از میانگین وزنی استفاده می‌کند، بر اساس نظر ۱۳ منتقدین امتیاز ۵۱ از ۱۰۰ را کسب کرده که نشان‌گر «نقدهای مختلط یا متوسط» است.